# Transmeta Efficeon

Logo

Der unter dem Codenamen Astro entwickelte Efficeon ist eine besonders stromsparende Prozessor-Familie der Firma Transmeta, die vor allem für eingebettete Systeme, Notebooks sowie geräuscharme Arbeitsplatzrechner, bei denen auf eine aktive Kühlung verzichtet wird, eingesetzt werden sollte.
Der 256-Bit-Prozessor setzt wie sein Vorgänger Crusoe auf die Code-Morphing-Technik und die VLIW-Architektur. Die Effizienz des Code-Morphing wurde jedoch deutlich verbessert. Bisher emuliert diese Technik die x86-Prozessor-Architektur inklusive Intels SSE2-Befehlssatzerweiterung. Theoretisch könnten jedoch auch andere Architekturen emuliert werden.

## Modelldaten

### TM8300
- L1-Cache: 64 + 128 KB (Daten + Instruktionen)
- L2-Cache: 512 KB mit Prozessortakt
- MMX, SSE, SSE2, LongRun!2
- VLIW mit Code-Morphing-Technik
- Northbridge in CPU integriert
- Packaging:
  - 783 Pin BGA
- Erscheinungsdatum: Juni 2004
- Fertigungstechnik: 130 nm bei TSMC
- Die-Größe: 119 mm² bei einer unbekannten Anzahl Transistoren
- Taktraten: 1000 und 1100 MHz

### TM8500
- L1-Cache: 64 + 128 KB (Daten + Instruktionen)
- L2-Cache: 512 KB mit Prozessortakt
- MMX, SSE, SSE2, LongRun!2, NX-Bit
- VLIW mit Code-Morphing-Technik
- Northbridge in CPU integriert
- Packaging:
  - 783 Pin BGA
- Erscheinungsdatum:
- Fertigungstechnik: 90 nm bei Fujitsu
- Die-Größe: 68 mm² bei einer unbekannten Anzahl Transistoren
- Taktraten: 1000–1700 MHz

### TM8600/TM8620

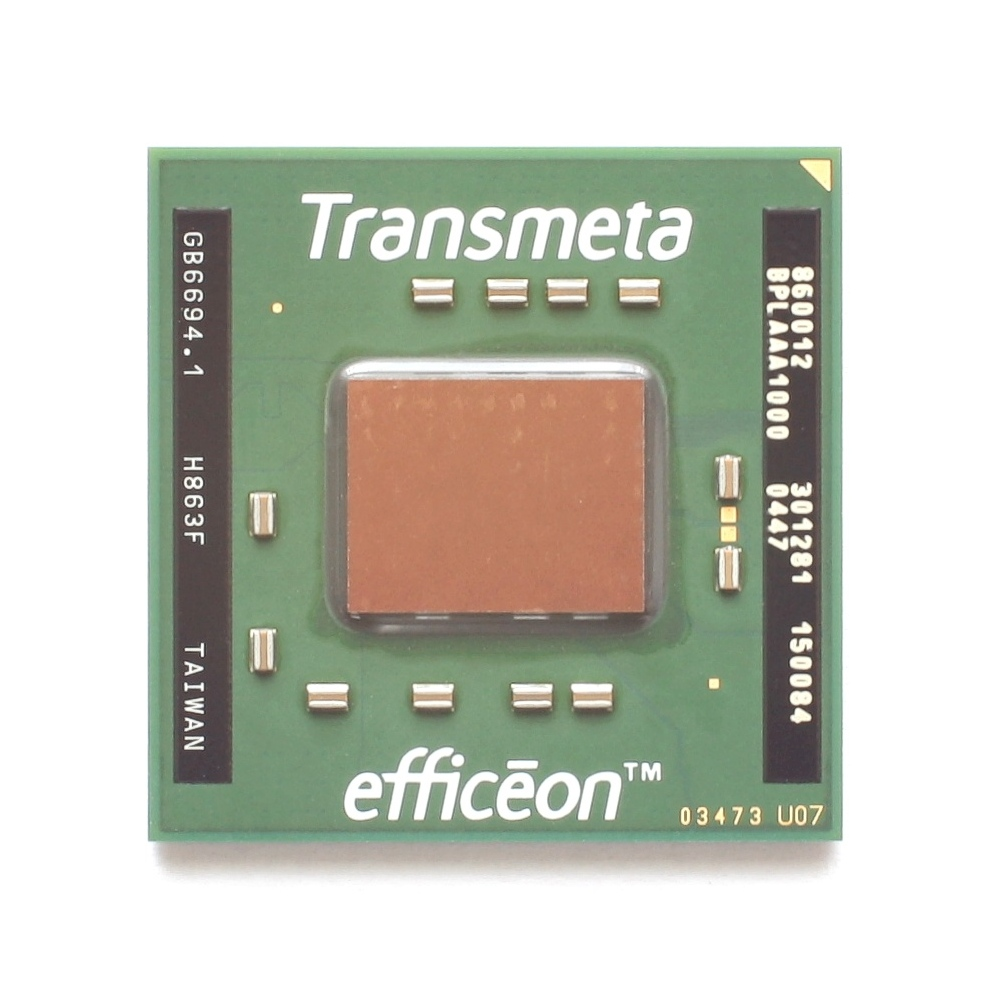
Transmeta Efficeon TM8600

- L1-Cache: 64 + 128 KB (Daten + Instruktionen)
- L2-Cache: 1.024 KB mit Prozessortakt
- MMX, SSE, SSE2, LongRun!2
- VLIW mit Code-Morphing-Technik
- Northbridge in CPU integriert
- Packaging:
  - 783 Pin BGA (TM8600)
  - 592 Pin BGA (TM8620)
- Erscheinungsdatum: Juni 2004
- Fertigungstechnik: 130 nm bei TSMC
- Die-Größe: 119 mm² bei einer unbekannten Anzahl Transistoren
- Taktraten: 1000–1200 MHz

### TM8800/TM8820

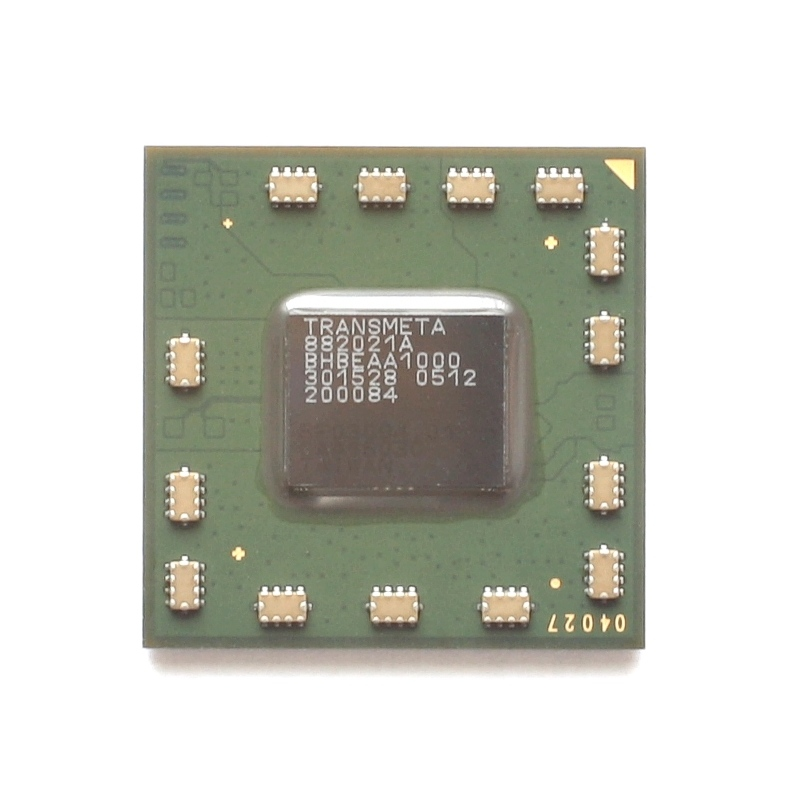
Transmeta Efficeon 2 TM8820

- L1-Cache: 64 + 128 KB (Daten + Instruktionen)
- L2-Cache: 1.024 KB mit Prozessortakt
- MMX, SSE, SSE2, SSE3, LongRun!2, NX-Bit
- VLIW mit Code-Morphing-Technik
- Northbridge in CPU integriert
- Packaging:
  - 783 Pin BGA (TM8800)
  - 592 Pin BGA (TM8820)
- Erscheinungsdatum: September 2004
- Fertigungstechnik: 90 nm bei Fujitsu
- Die-Größe: 68 mm² bei einer unbekannten Anzahl Transistoren
- Taktraten: 1000–1700 MHz